# Torre do Zeppelin

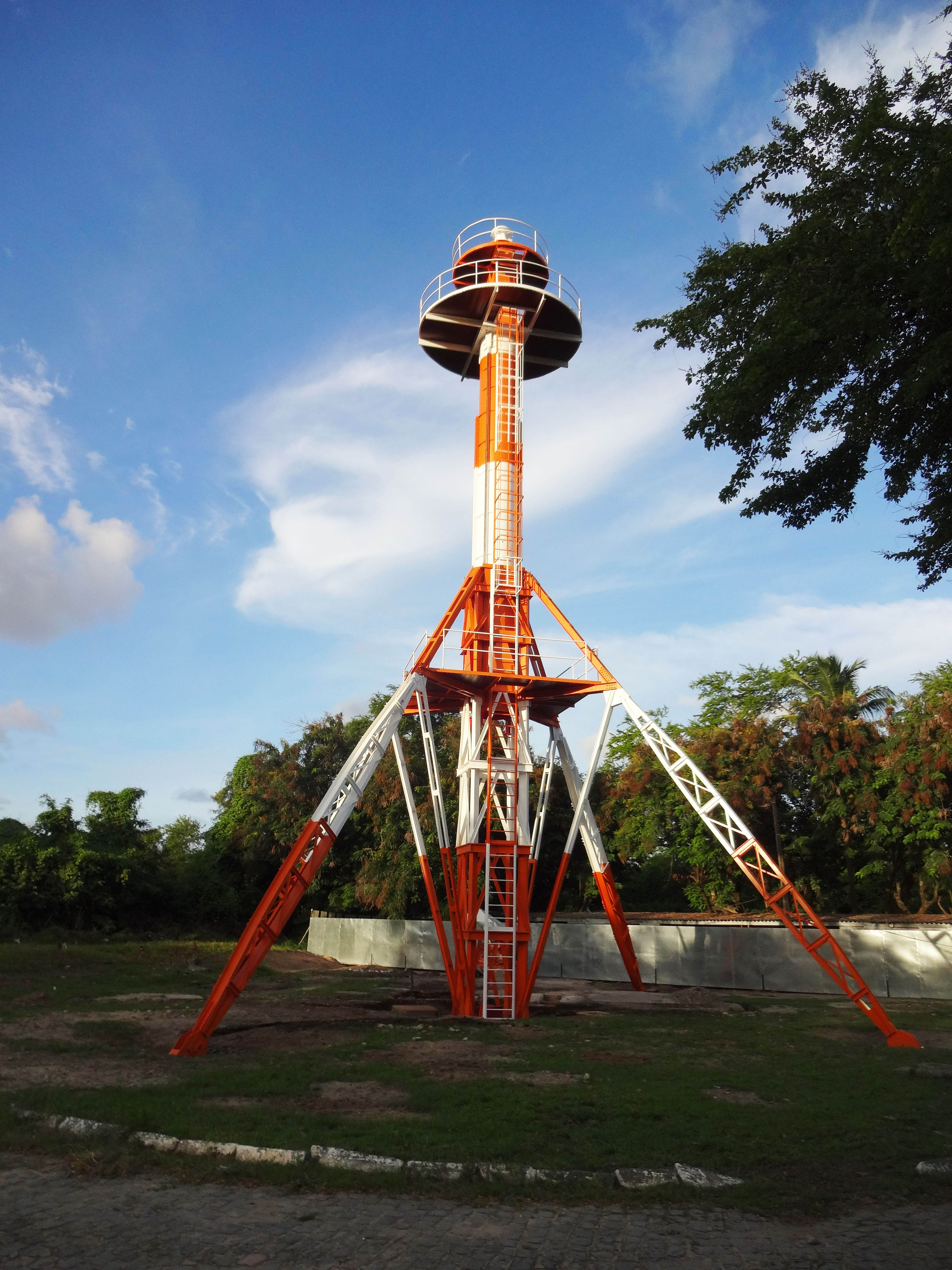
A Torre do Zeppelin foi a primeira estação aeronáutica para dirigíveis da América do Sul, e é o único objeto do seu tipo ainda de pé no mundo.

A Torre do Zeppelin localiza-se no bairro do Jiquiá, antigo "Campo do Jiquiá", na cidade do Recife, estado de Pernambuco, no Brasil. Foi a primeira estação aeronáutica para dirigíveis da América do Sul, e é o único objeto do seu tipo ainda de pé no mundo.

## História
Entre 1930 e 1938 o Recife foi uma das primeiras cidades nas Américas com conexão direta (non-stop) para a Europa, especialmente para a Alemanha. Foi na cidade a primeira parada do Zeppelin na América depois que ele saiu da Europa.
A Torre do Zeppelin é uma antiga estação de atracação dos dirigíveis Zeppelin, que fizeram as suas viagens ao Recife a partir de 1930. Em 1930, o LZ 127 Graf Zeppelin fez sua primeira viagem ao Brasil, chegando à cidade do Recife, no estado de Pernambuco, em 22 de maio. Em virtude da ausência de instalações adequadas no Campo dos Afonsos, na cidade do Rio de Janeiro, nesses primeiros anos de operação o Graf Zeppelin atracava na cidade do Recife, e seguia viagem para o Rio de Janeiro. As vendas de passagem aérea eram controladas pelo Sindicato Condor.
Em 26 de dezembro de 1936, a instalação de atracação no Rio de Janeiro foi inaugurada, na qual além de contar com uma torre de atracação, trazida da Alemanha, nela foi erigido um gigantesco hangar, iniciando assim nesse período uma linha regular de transportes aéreos que fazia a ligação entre o Rio de Janeiro e a cidade de Frankfurt, na Alemanha, com escala no Recife. Em abril de 1936, o maestro Heitor Villa-Lobos embarcou no LZ-129 Hindenburg em direção à Europa. Em 1938 as operações da linha foram encerradas. Esse hangar ainda existente é hoje a Base Aérea de Santa Cruz.
Dois dirigíveis vieram à Pernambuco neste período, o LZ-127 (Graf Zeppelin) realizou exatamente 252 viagens com Pernambuco como destino ou saída. O outro dirigível que também visitou o Recife foi LZ-129 (Hindenburg), que era maior mas realizou menos viagens.
Nos anos 1980, a Torre do Zeppelin passou por restauração.

## A estrutura metálica

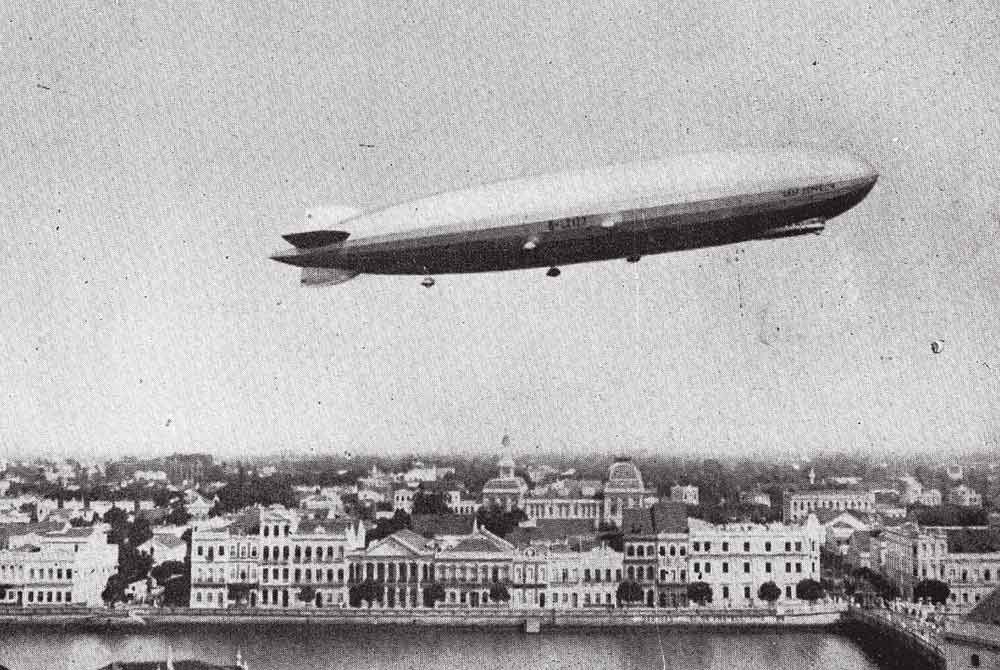
O Graf Zeppelin sobrevoando o Recife na década de 1930.

A Torre projetada em 1930 com uma altura de 16,5 metros e mais de três toneladas foi substituída em 1936 por uma mais alta três metros (19,5 metros). A nova estrutura metálica era reforçada para receber o LZ-129 (Hindenburg) que pesava mais de duzentas toneladas.
Situação atual
A torre, em 2013, foi restaurada pelo artista plástico e restaurador Jobson Figueiredo, juntamente com os Paióis da Segunda Guerra que se encontram no Parque Jiquiá. Esta restauração retornou à torre suas características originais.
É atualmente a única torre de atracação de dirigíveis Zeppelin no mundo, preservada em sua estrutura original. 